# Haitham Mustafa
Haitham Mustafa Ahmed Karar (in arabo هيثم مصطفى أحمد كرار‎?; Al Khartum Bahrī, 19 luglio 1977) è un ex calciatore sudanese, di ruolo centrocampista.